# Iyad Allawi
Iyad Allawi (arabiska: إياد علاوي), född 31 maj 1944 i Adhamiyah i Irak, är en irakisk politiker och var interimspremiärminister före de demokratiska valen i Irak 2005. Han är medgrundare och ledde partiet Iraks nationella överenskommelse.

### Fotnoter
1. ↑  Brinkley, Joel. ”The reach of war: New Premier; Ex-C.I.A. aides say Iraq leader helped agency in 90's attacks”. The New York Times. https://www.nytimes.com/2004/06/09/world/reach-war-new-premier-ex-cia-aides-say-iraq-leader-helped-agency-90-s-attacks.html.
2. ↑  Carnegie Endowment for International Peace. ”Iraqi National Movement: Iraqi National Accord (INA)”. Carnegie Endowment for International Peace. Arkiverad från originalet. https://web.archive.org/web/20100408073348/http://www.carnegieendowment.org/publications/special/misc/iraqielections2010/index.cfm?fa=inm.